# Joseph Henry

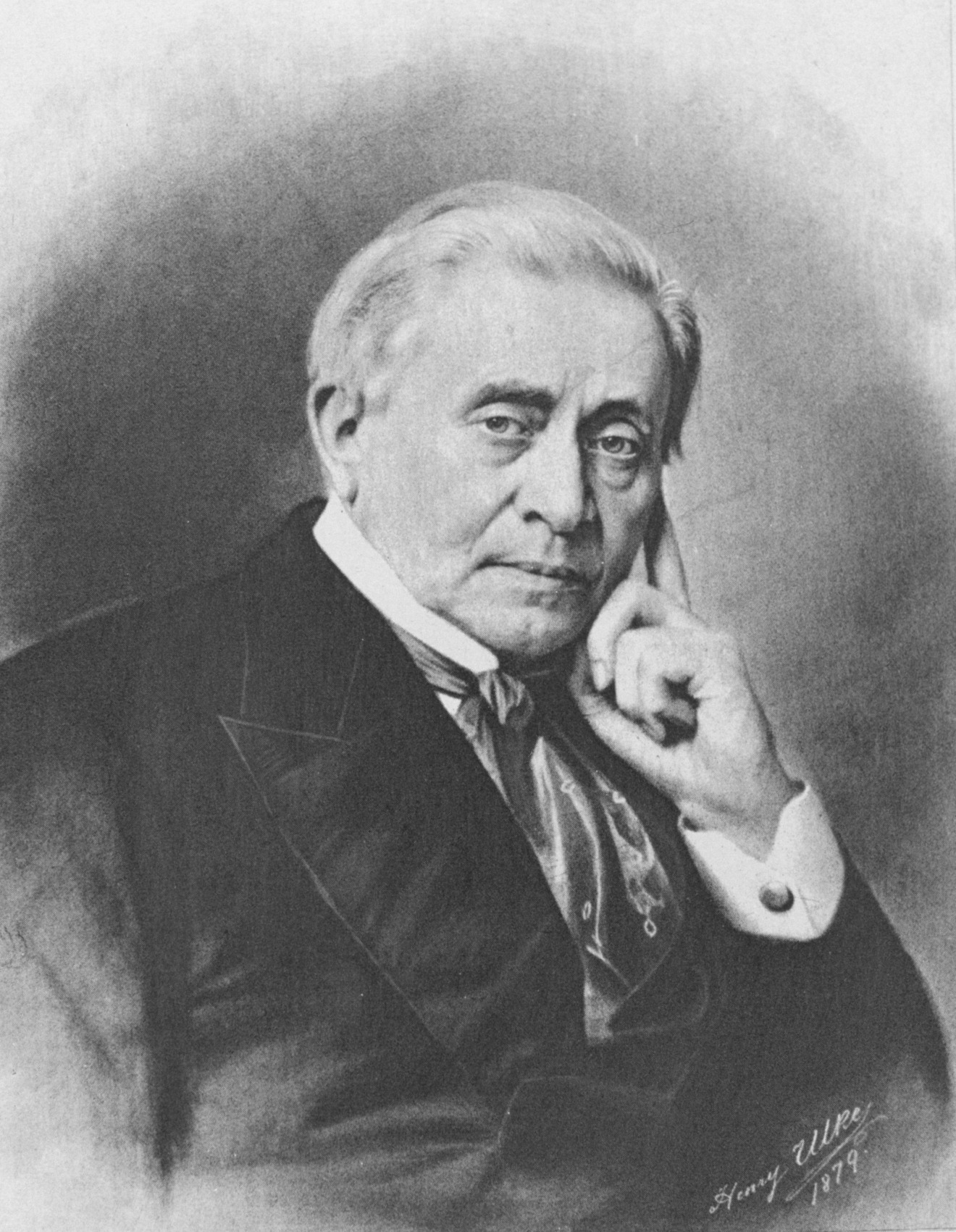
Joseph Henry

Joseph Henry, född 17 december 1797 i Albany, New York, död 13 maj 1878, var en amerikansk ingenjör och fysiker.

## Biografi
Henry blev 1826 professor i matematik samt var 1832–37 professor i naturvetenskap vid College of New Jersey i Princeton och 1846–78 sekreterare vid Smithsonian Institution, som av honom fick sin egentliga organisation. År 1852 blev han ledamot av kommittén för fyrväsendet, vid vilken han var president från 1871 till sin död. 
År 1827 började han sina viktiga försök angående elektricitet och elektromagnetism. Han införde silkesöverspunnen tråd till lindning av elektromagneter och uppnådde därigenom dittills oerhörda effekter, vilka han 1831 använde till konstruktion av den första elektromagnetiska telegrafen, vid vilken signalerna gavs genom attraktion av ett "järnankare" till en elektromagnet. Han konstruerade även det första reläet och av en elektromagnetisk maskin med strömvändare.
Av mer teoretisk art är hans studier över induktionsströmmar av olika ordningar, av fosforescens och hans medelst termostapeln utförda bevis för, att solfläckarna utstrålar mindre värme än den övriga solytan (1845). Han anordnade (omkring 1850) ett vidsträckt nät inom USA och Mexiko av meteorologiska stationer, som sinsemellan meddelade sig telegrafiskt. De atmosfäriska förhållandena åskådliggjordes genom väderkartor för varje dag, på vilka man grundade väderprognoser. Han var därigenom den förste organisatören av modern vädertjänst. Inom fyrväsendet införde han förbättrade dimsignaler.
Hans valda skrifter utgavs av Smithsonian Institution 1886 i två band. Framför denna anstalts byggnad i Washington, D.C., restes ett monument över Henry. Efter honom har man uppkallat den elektromagnetiska enheten henry.